# Vicariato Apostólico das Ilhas São Pedro e Miquelão

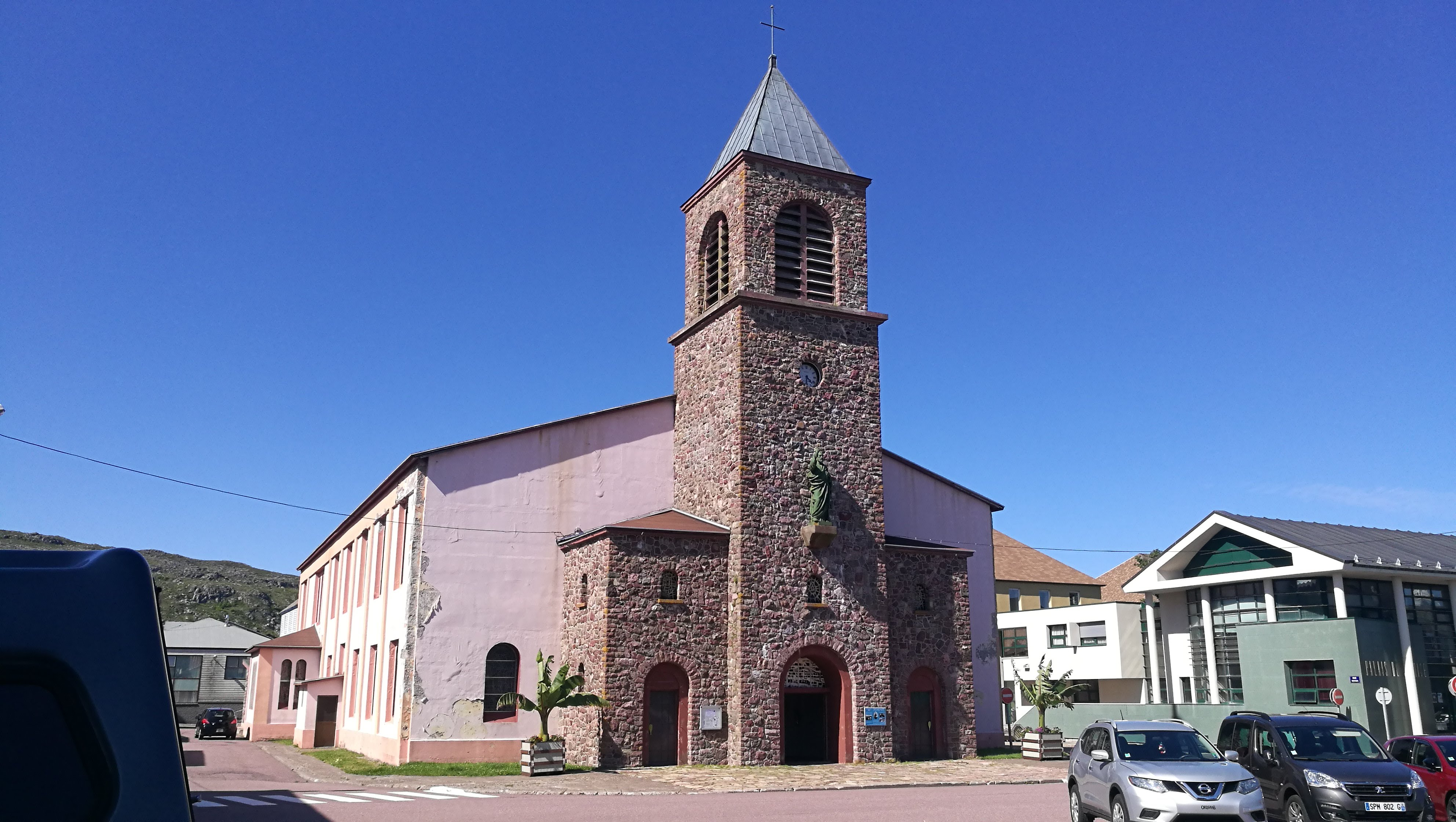
Catedral de São Pedro em São Pedro, São Pedro e Miquelão, 14 de agosto de 2019

Vicariato Católico Romano Apostólico das Ilhas São Pedro e Miquelão (em latim: Vicariatus Apostolicus Insularum Sancti Petri et Miquelonensis; em francês: Vicariat apostolique des îles Saint-Pierre et Miquelon) era um vicariato apostólico do Rito Latino da Igreja Católica Romana na América do Norte. O Vicariato compreendia a totalidade da dependência francesa de São Pedro e Miquelão, na costa sul da Terra Nova. Como Vicariato Apostólico, não possuía uma metrópole formal. A igreja era chefiada pelo vigário apostólico.
Erguida pela primeira vez como prefeitura apostólica, em 1763, após a queda da Nova França, foi estabelecida como vicariato apostólico em 16 de novembro de 1970. No momento de sua fusão com a diocese católica romana de La Rochelle e Saintes, o Vicariato tinha duas paróquias com uma comunidade combinada de 6.300 católicos, servidos por 2 padres religiosos, 6 religiosas e 2 religiosos.
Em 1 de março de 2018, este vicariato foi fundido no território da Diocese Católica Romana de La Rochelle e Saintes, no departamento francês de Charente-Maritime.

## História
- 1763: Estabelecida como Prefeitura Apostólica das Ilhas São Pedro e Miquelão, no território de São Pedro e Miquelão da Diocese Católica Romana de Quebec.
- 16 de novembro de 1970: Promovido como Vicariato Apostólico de Iles Saint Pierre e Miquelon.
- 1 de março de 2018: Suprimido oficialmente e seu território foi fundido na diocese católica romana de La Rochelle e Saintes.

## Ordinários
Ordinários históricos
- Girard, CSSp. † (22 de janeiro de 1766) - 1767)
- Julien-François Becquet, CSSp. † (28 de abril de 1767 Designado - 1775 demitido)
- de Longueville † (Desde 1788 - renúncia em 1793)
- Ollivier † (1816 Nomeado - 7 de setembro de 1842 renunciado)
- M. Helloco † (22 de junho de 1853) - renunciou em 1866
- M. Letournoux † (13 de dezembro de 1866) - Desde de 1892
- Christophe-Louis Légasse † (1899 nomeado - 6 de dezembro de 1915 nomeado, bispo de Oran)
- Giuseppe Oster, CSSp. † (1916 apontado - 1922 falecido)
- Charles Joseph Heitz † (9 de novembro de 1922) - renunciou a 1933
- Raymond Henri Martin, CSSp. † (23 de novembro de 1945) - 1966
- François Joseph Maurer, CSSp. † (17 de maio de 1966) - 17 de fevereiro de 2000 aposentado)
- Lucien Prosper Ernest Fischer, CSSp. (17 de fevereiro de 2000 nomeado - 19 de junho de 2009 aposentado)
- Marie Pierre François Auguste Gaschy, CSSp. (19 jun 2009 nomeado - 1 mar 2018 aposentado)